# Murchante
Murchante est une ville et une commune de la communauté forale de Navarre (Espagne).
Elle est située dans la zone non bascophone de la province, dans la mérindade de Tudela et à 95 km de sa capitale, Pampelune. Le castillan est la seule langue officielle alors que le basque n’a pas de statut officiel.

## Démographie
| Évolution démographique                                   | Évolution démographique | Évolution démographique | Évolution démographique | Évolution démographique | Évolution démographique | Évolution démographique | Évolution démographique | Évolution démographique | Évolution démographique | Évolution démographique |
| 1996                                                      | 1998                    | 1999                    | 2000                    | 2001                    | 2002                    | 2003                    | 2004                    | 2005                    | 2006                    | 2007                    |
| --------------------------------------------------------- | ----------------------- | ----------------------- | ----------------------- | ----------------------- | ----------------------- | ----------------------- | ----------------------- | ----------------------- | ----------------------- | ----------------------- |
| 2 997                                                     | 3 059                   | 3 053                   | 3 070                   | 3 152                   | 3 251                   | 3 255                   | 3 289                   | 3 321                   | 3 363                   | 3 446                   |
| Sources: Murchante et instituto de estadística de navarra |                         |                         |                         |                         |                         |                         |                         |                         |                         |                         |

## Patrimoine

### Patrimoine religieux
- Église de Nuestra Señora de la Asunción: elle a été construite en 1952 sur les assises de l'ancienne. Le retable proncipal, date de 1700 et est de style churrigueresque[1] (José de Churriguera)[2] avec une maçonnerie très ornementée.

### Sources
- (es) Cet article est partiellement ou en totalité issu de l’article de Wikipédia en espagnol intitulé « Murchante » (voir la liste des auteurs).